# Relaciones Indo-Mesopotamia
Se cree que las relaciones Indo-Mesopotamia se desarrollaron durante la segunda mitad del tercer milenio a. C., hasta que se interrumpieron con la extinción de la civilización del valle del Indo después de alrededor de 1900 a. C. Mesopotamia ya había sido un intermediario en el comercio de lapislázuli entre el sur de Asia y Egipto desde al menos alrededor de 3200 a. C., en el contexto de las relaciones Egipto-Mesopotamia.

## Expansión neolítica (9000-6500 a.C.)
Un primer periodo de contactos indirectos parece haberse producido como consecuencia de la revolución neolítica y la difusión de la agricultura después del 9000 a. C. Se cree que la agricultura prehistórica del sur de Asia combinó recursos locales, como el ganado con joroba, con recursos agrícolas procedentes de Oriente Próximo como primer paso en el 8º-7º milenio a. C., a los que se añadieron posteriormente recursos procedentes de África y Asia Oriental a partir del 3º milenio a. C.. Mejergar es uno de los primeros yacimientos con evidencias de agricultura y ganadería en Asia del Sur. En Mejergar, alrededor del 7000 a. C., se puede encontrar el conjunto completo de productos agrícolas incipientes del Oriente Próximo: trigo, cebada, así como cabras, ovejas y ganado vacuno.  Las casas rectangulares de Mejergar, así como las figurillas femeninas, son esencialmente idénticas a las del Oriente Próximo.
El origen neoriental de la agricultura del sur de Asia está generalmente aceptado, y ha sido el «dogma arqueológico virtual durante décadas». Sin embargo, Gregory Possehl defiende un modelo más matizado, en el que la domesticación temprana de las especies vegetales y animales puede haber ocurrido en una amplia zona desde el Mediterráneo hasta el Indo, en la que la nueva tecnología y las ideas circulaban rápidamente y eran ampliamente compartidas. La principal objeción a este modelo radica en el hecho de que nunca se ha encontrado trigo silvestre en Asia del Sur, lo que sugiere que, o bien el trigo se domesticó primero en el Cercano Oriente a partir de especies silvestres domésticas bien conocidas y luego se llevó al sur de Asia, o bien que el trigo silvestre existió en el pasado en esa zona pero de alguna manera se extinguió sin dejar rastro.
Jean-François Jarrige defiende un origen independiente de Mejergar. Jarrige señala «la suposición de que la economía agrícola se introdujo de lleno desde el Cercano Oriente hasta el sur de Asia», y las similitudes entre los yacimientos neolíticos del este de Mesopotamia y el oeste del valle del Indo, que evidencian una «continuidad cultural» entre dichos yacimientos. Pero dada la originalidad de Mejergar, Jarrige concluye que Mejergar tiene un «trasfondo local anterior, y no es un ‘remanso’ de la cultura neolítica de Oriente Próximo».

## Relaciones marítimas y terrestres

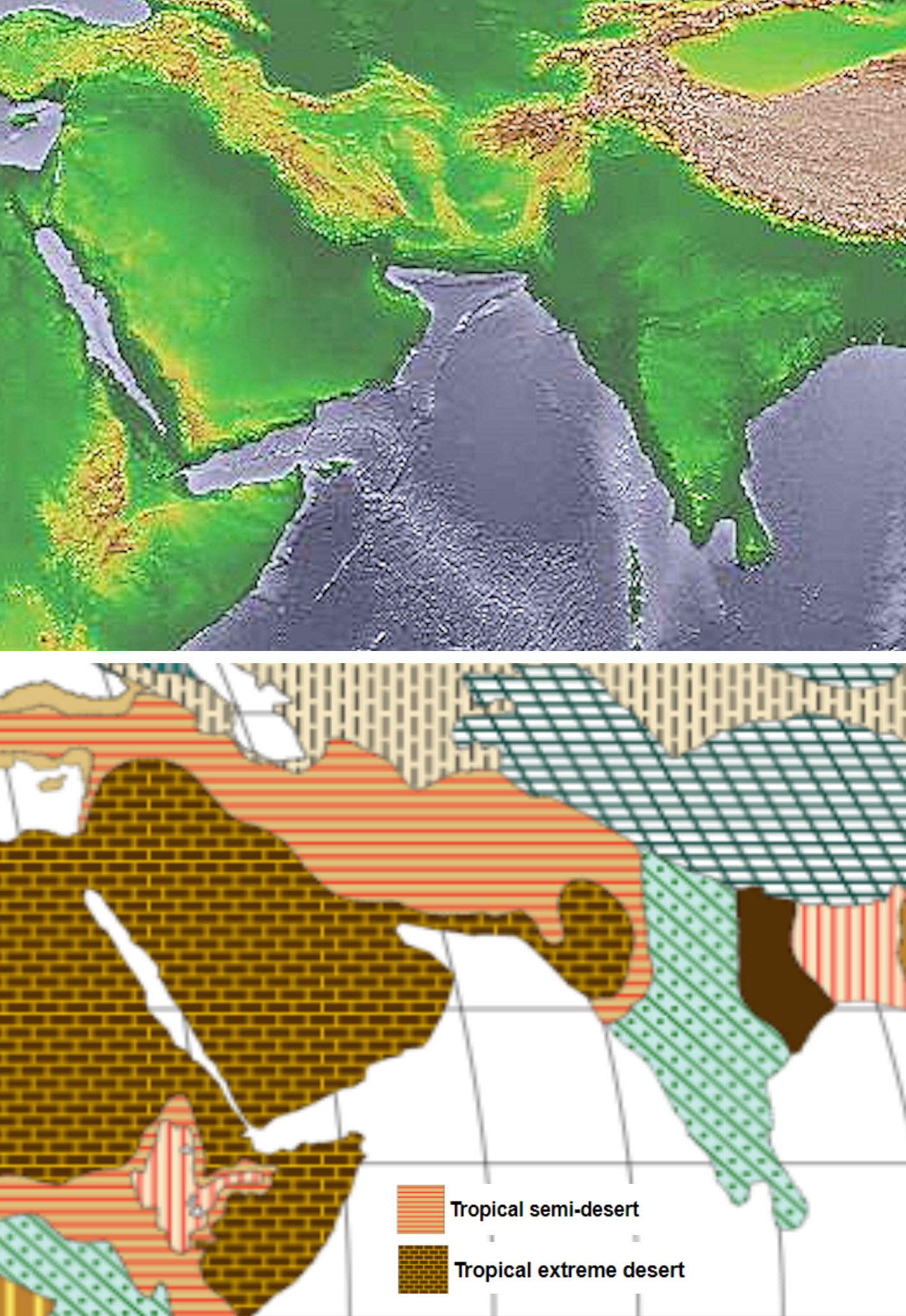
Niveles globales del mar y vegetación durante la Última Edad de Hielo. La línea costera todavía era aproximadamente similar en aproximadamente 10,000 a. C.

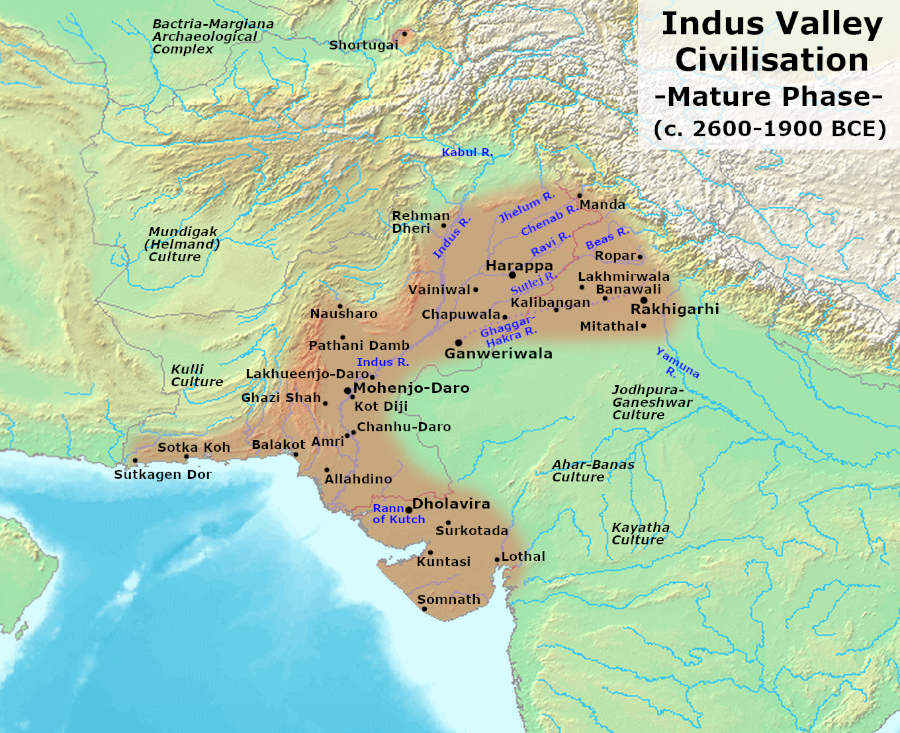
La civilización del valle del Indo se extendió hacia el oeste hasta la estación comercial de Harappa de Sutkagan Dor.

El nivel del mar ha subido unos 100 metros en los últimos 15.000 años hasta los tiempos modernos, con el efecto de que las líneas costeras han retrocedido enormemente. Este es especialmente el caso de las líneas de costa del Indo y de Mesopotamia, que originalmente solamente estaban separadas por una distancia de unos 1.000 kilómetros, en comparación con los 2.000 kilómetros actuales. Para los antepasados de los sumerios, la distancia entre las costas de la zona de Mesopotamia y de la zona del Indo habría sido mucho más corta que la actual. En particular, el Golfo Pérsico, que tiene unos 30 metros de profundidad, habría estado al menos parcialmente seco, y habría formado una extensión de la cuenca de Mesopotamia.

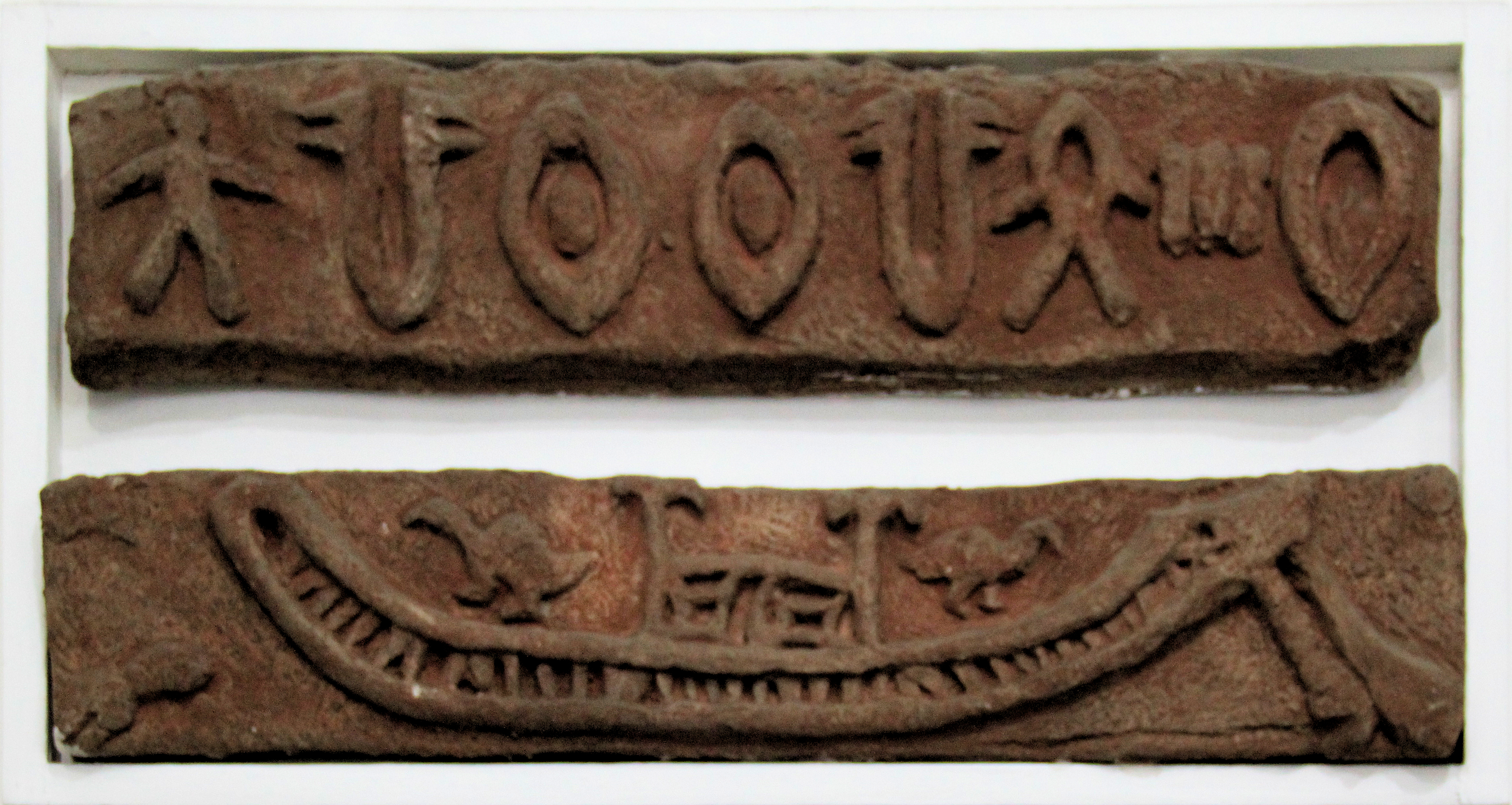
Embarcación marítima con búsqueda de aves para encontrar tierra. Modelo del sello de Mohenjo-Daro, 2500-1750 a.C.

La ciudad más occidental de Harappa estaba ubicada en la costa de Makrán en Sutkagan Dor , cerca de la punta de la península arábiga, y se considera una antigua estación de comercio marítimo, probablemente entre la India y el Golfo Pérsico.
En la región del Indo se conocían las embarcaciones marítimas, como demuestran los sellos que muestran barcos con pájaros buscadores de tierra (disha-kaka), fechados entre el 2500 y el 1750 a. C. Cuando un barco se perdía en el mar, con la tierra más allá del horizonte, los pájaros liberados por los marineros volaban con seguridad hacia la tierra y, por lo tanto, mostraban a los barcos el camino hacia la seguridad. Se conocen varios sellos de la zona del Indo y del Golfo Pérsico, con representaciones de grandes barcos pertenecientes a diferentes tradiciones de construcción naval, Sargón I de Acad (c. 2334-2284 a. C.) afirmaba en una de sus inscripciones que «los barcos de Meluhha, Magan y Dilmún se afianzaban en los muelles de Acad».

## Intercambios comerciales y culturales
Muchos hallazgos arqueológicos sugieren que el comercio marítimo a lo largo de las costas de África y Asia comenzó hace varios milenios. Se han encontrado cerámicas y sellos del Indo a lo largo de las rutas marítimas entre el Indo y Mesopotamia, como en Ras al-Jinz, en el extremo de Arabia.

### Importaciones del Indo a Mesopotamia

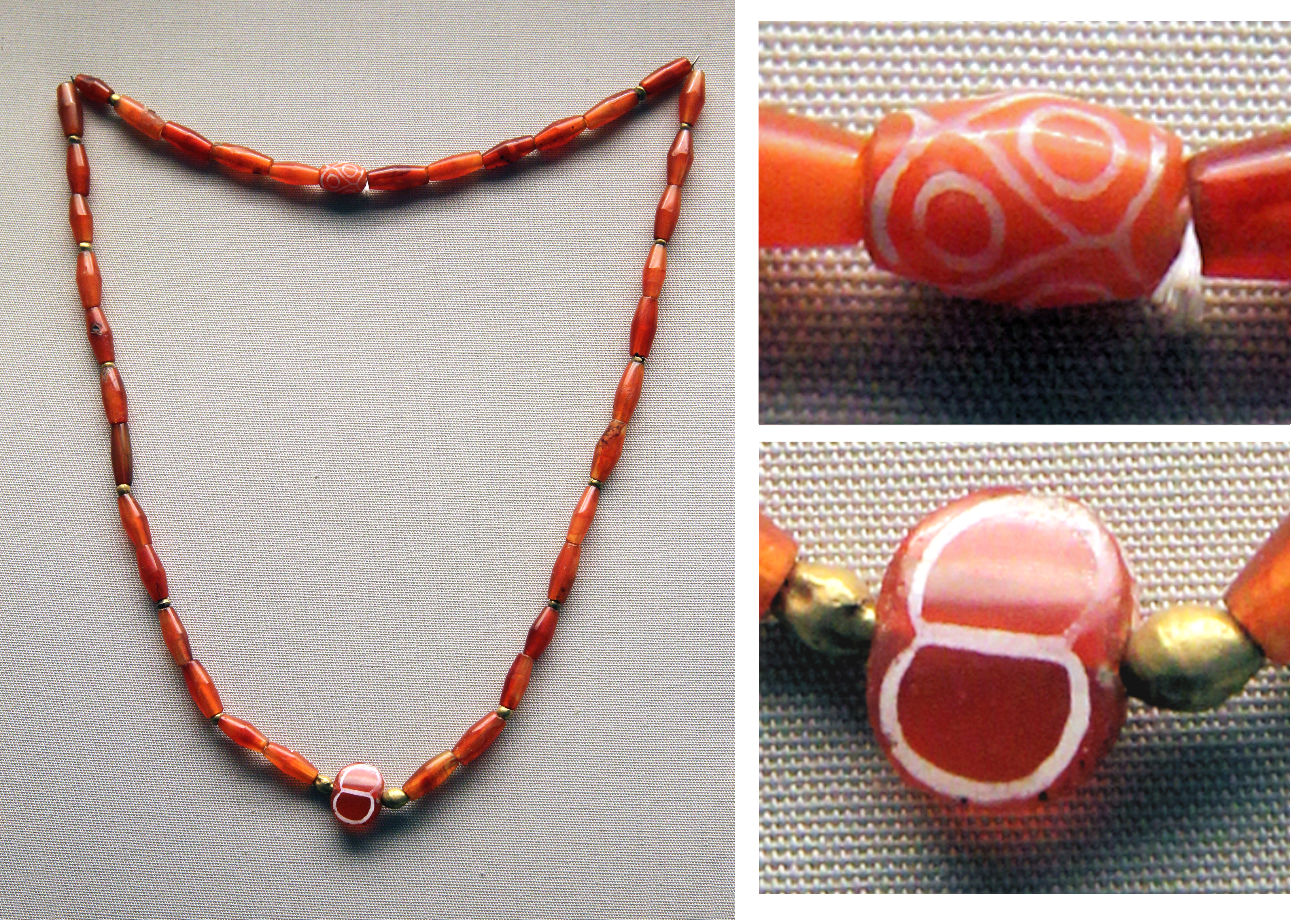
Las cuentas de cornalina grabadas en este collar del Cementerio Real de Ur que datan de la Primera dinastía de Ur (2600-2500 a. C.) probablemente fueron importadas del Valle del Indo.

En un yacimiento del segundo milenio a. C. en Terqa se encontraron cabezas de  clavo, que se cree que proceden de las Islas Molucas, en el sudeste asiático. En los yacimientos arqueológicos de Mesopotamia que datan de alrededor del 2500-2000 a. C. se han encontrado diversos objetos fabricados con especies de conchas características de la costa del Indo, en particular Trubinella Pyrum y Fasciolaria Trapezium. Las cuentas de cornalina del Indo se encontraron en tumbas de Ur que datan del 2600-2450. En particular, las cuentas de cornalina con un diseño grabado en blanco fueron probablemente importadas del Valle del Indo, y elaboradas según una técnica de grabado al ácido desarrollada por los harapenses. El lapislázuli fue importado en gran cantidad por Egipto, y ya se utilizaba en muchas tumbas del periodo Naqada II —alrededor del 3200 a. C.—. El lapislázuli se originó probablemente en el norte de Afganistán, ya que no se conocen otras fuentes, y tuvo que ser transportado a través de la meseta iraní hasta Mesopotamia, y después a Egipto.
También se han encontrado varios sellos del Indo con escritura harapana en Mesopotamia, especialmente en Ur, Babilonia y Kish. Los búfalos de agua que aparecen en los sellos cilíndricos acadios de la época de Naram-Sin (hacia el 2250 a. C.), pueden haber sido importados a Mesopotamia desde el Indo como resultado del trato de comercio.
Los registros del Imperio Acadio mencionan que los barcos de Meluhha importaban madera, cornalina y marfil, siendo Meluhha el nombre mesopotámico del Valle del Indo.

Los barcos de Meluhha, los barcos de Magan, los barcos de Dilmun, los hizo amarrar junto al muelle de Akkad". - Inscripción de Sargón de Acad (aprox. 2270-2215 a.C.).

Tras el colapso del Imperio Acadio, consta que Gudea, gobernante de Lagash, importó «cornalina translúcida» de Meluhha. Varias inscripciones también mencionan la presencia de comerciantes e intérpretes de Meluhha en Mesopotamia. Se han encontrado una veintena de sellos en los yacimientos de Akkadian y  Ur III, que tienen conexiones con Harappa y a menudo utilizan símbolos o escritura harappanos.

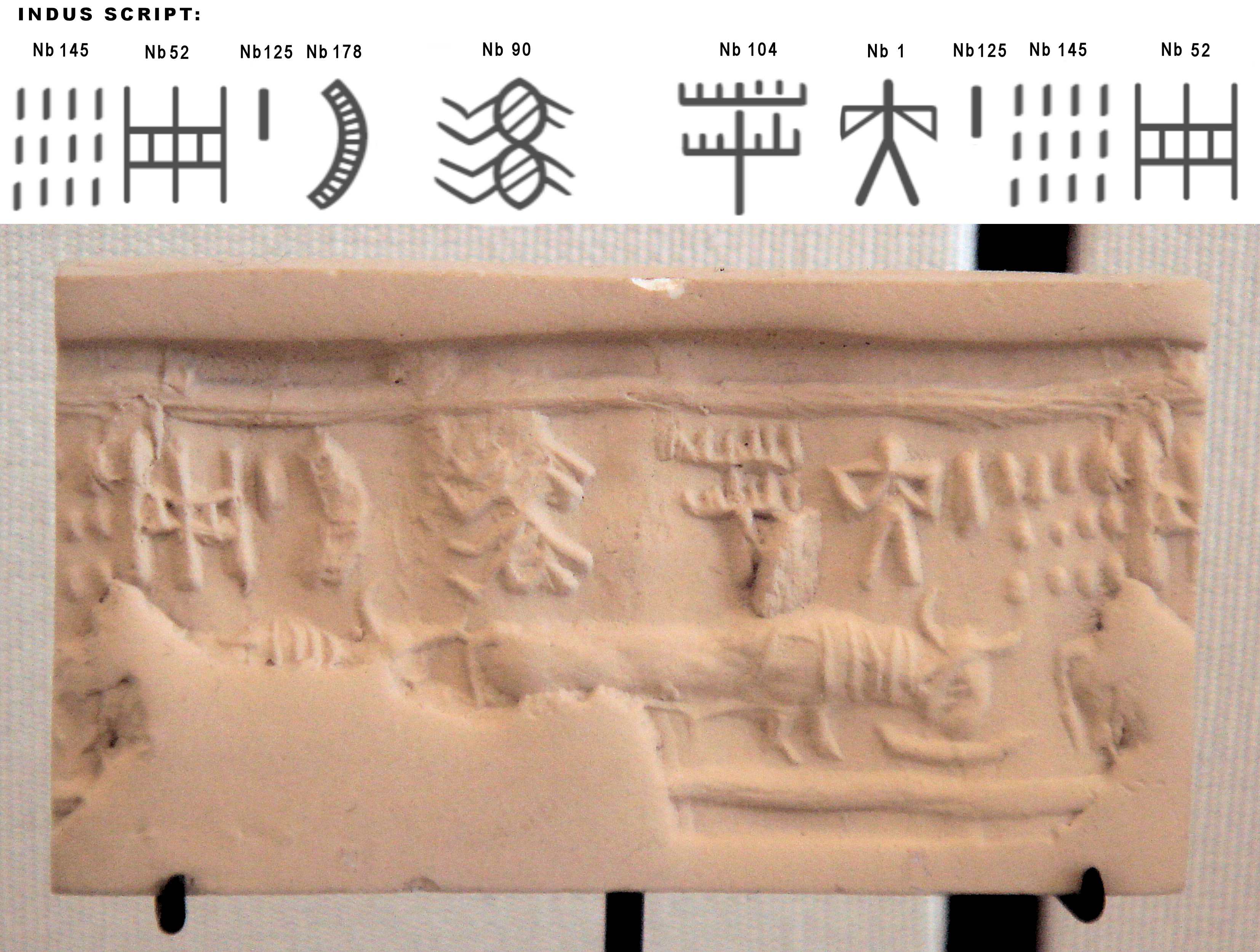
Impresión de un sello cilíndrico del Indo descubierto en Susa, en estratos datados entre el 2600 y el 1700 a.C. Búfalo alargado con una línea de signos de escritura estándar del Indo. Tell de la acrópolis de Susa. Museo del Louvre, referencia Sb 2425.[64][65] Convención de numeración de la escritura indo según Asko Parpola.
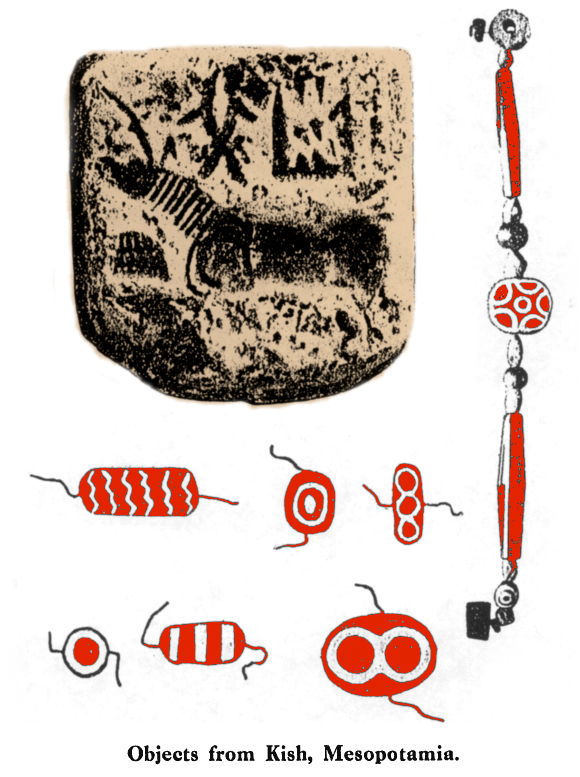
Sello de «unicornio» del Valle del Indo y cuentas de cornalina grabadas excavadas en Kish por Ernest J. H. Mackay, Mesopotamia, estratificación de principios del periodo sumerio, hacia el año 3000 a.C.
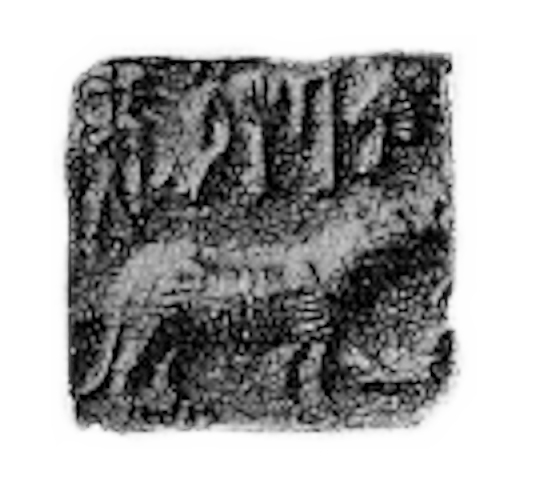
Impresión de sello del Indo descubierta en Telloh, Mesopotamia.
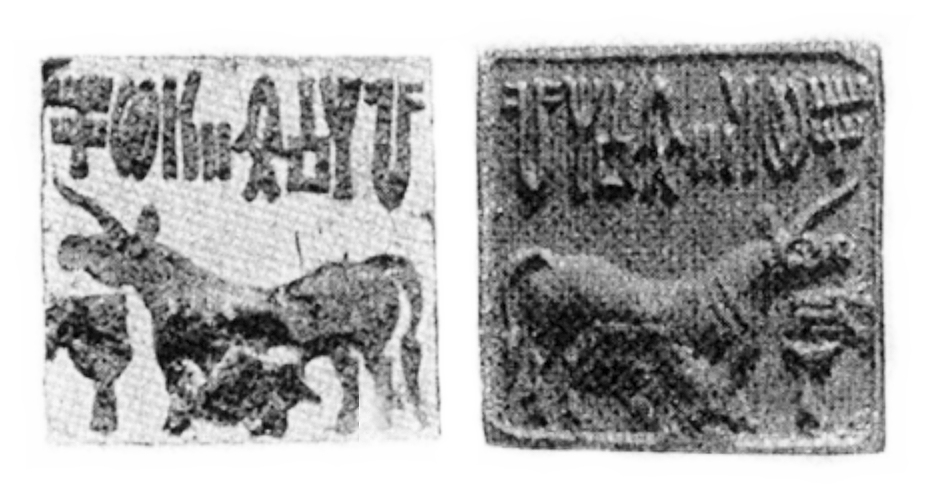
Sello del Indo encontrado en Kish por S. Langdon . Estratificación pre-sargonida (antes del 2250 a. C.).
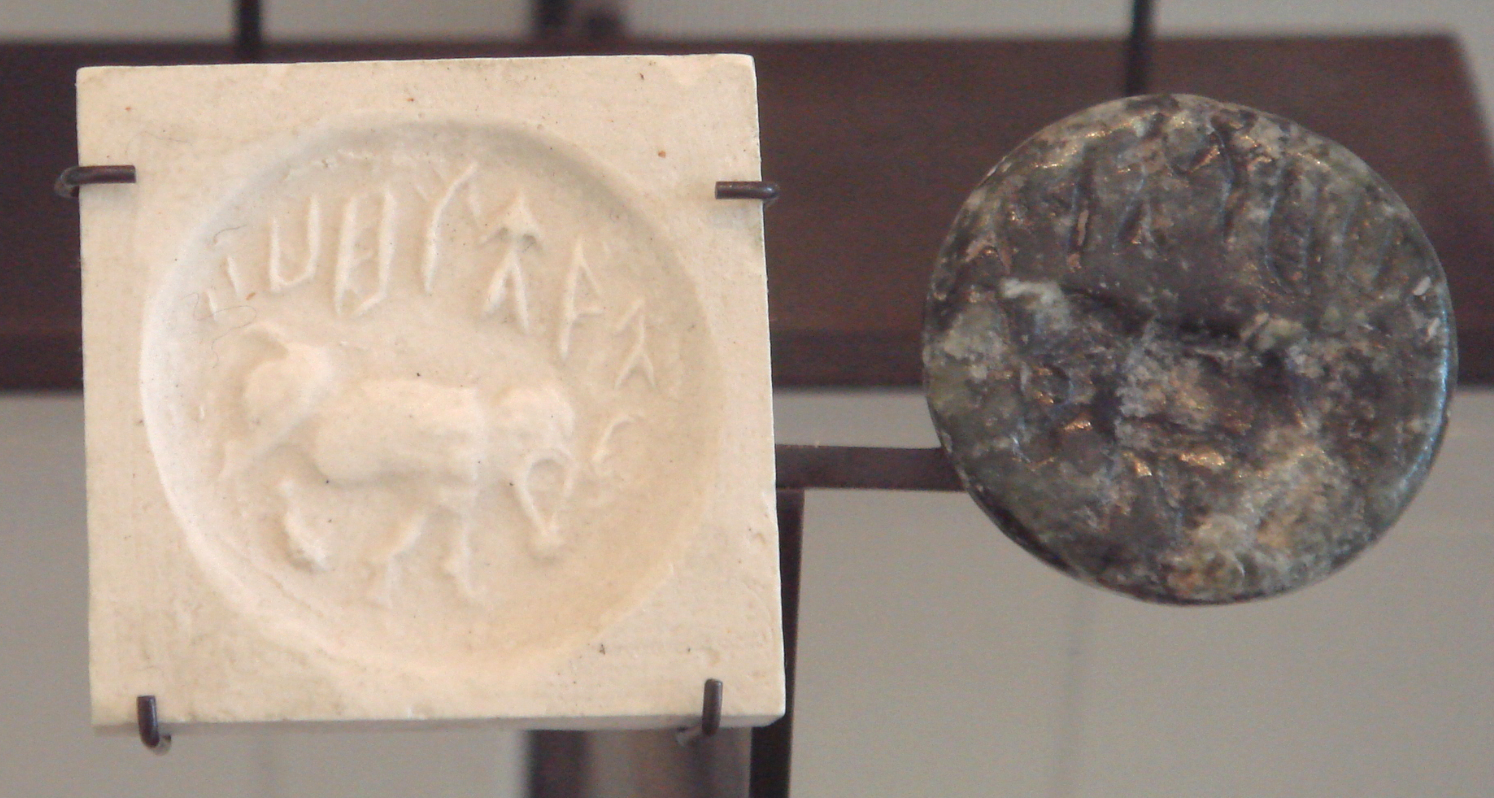
Sello redondo del Indo con impresión. Búfalo alargado con escritura harappa importado a Susa en 2600-1700 a. C. Encontrado en el tell de la acrópolis de Susa. Museo del Louvre, referencia Sb 5614
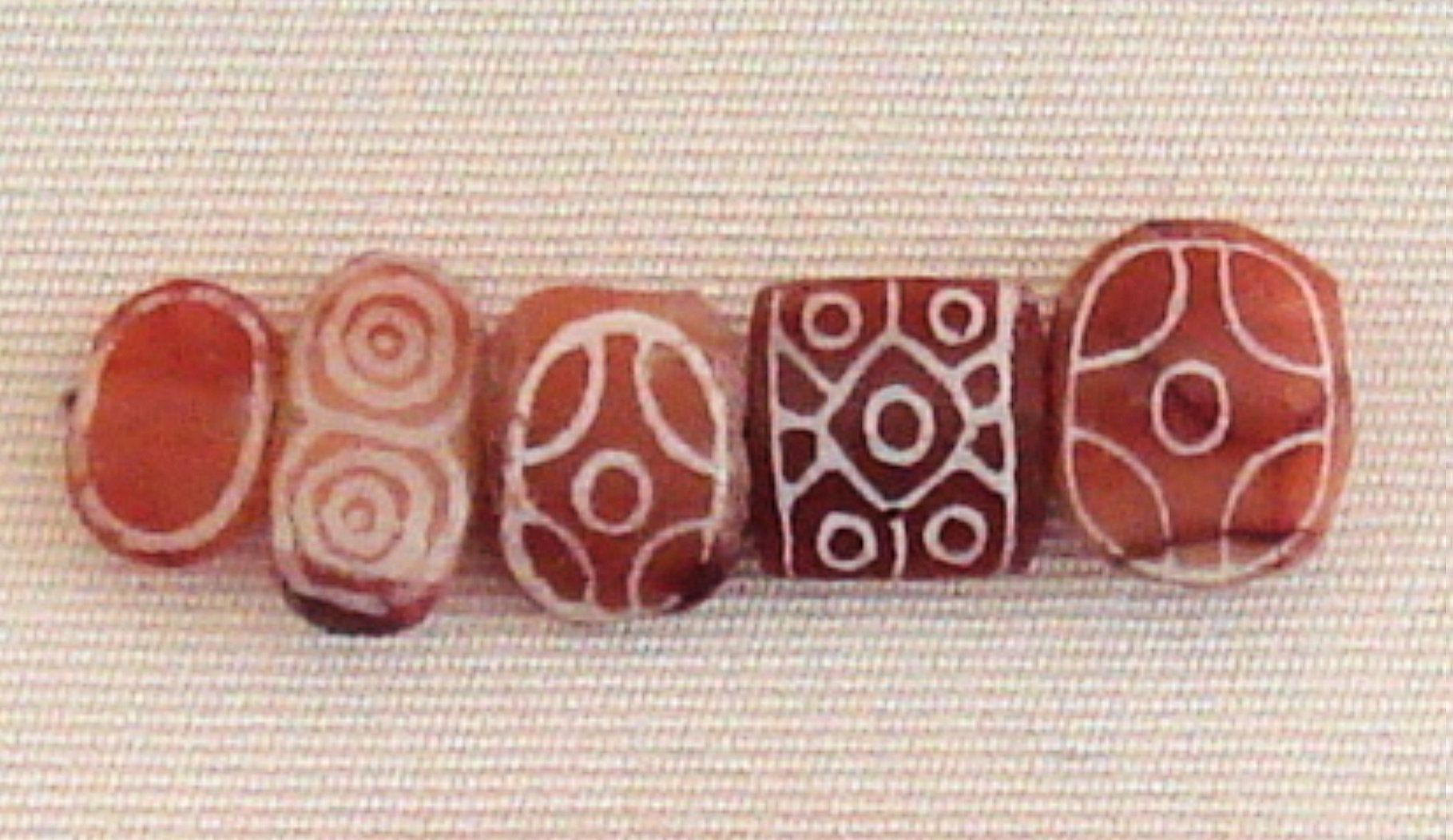
Cuentas de cornalina india con diseño blanco, grabadas en blanco con un álcali mediante un proceso de calor, importadas a Susa en 2600-1700 a. C. Encontrado en el tell de la acrópolis de Susa. Museo del Louvre , referencia Sb 17751.[76][77][78] Estas cuentas son idénticas a las cuentas encontradas en el sitio de la civilización del Indo en Dholavira
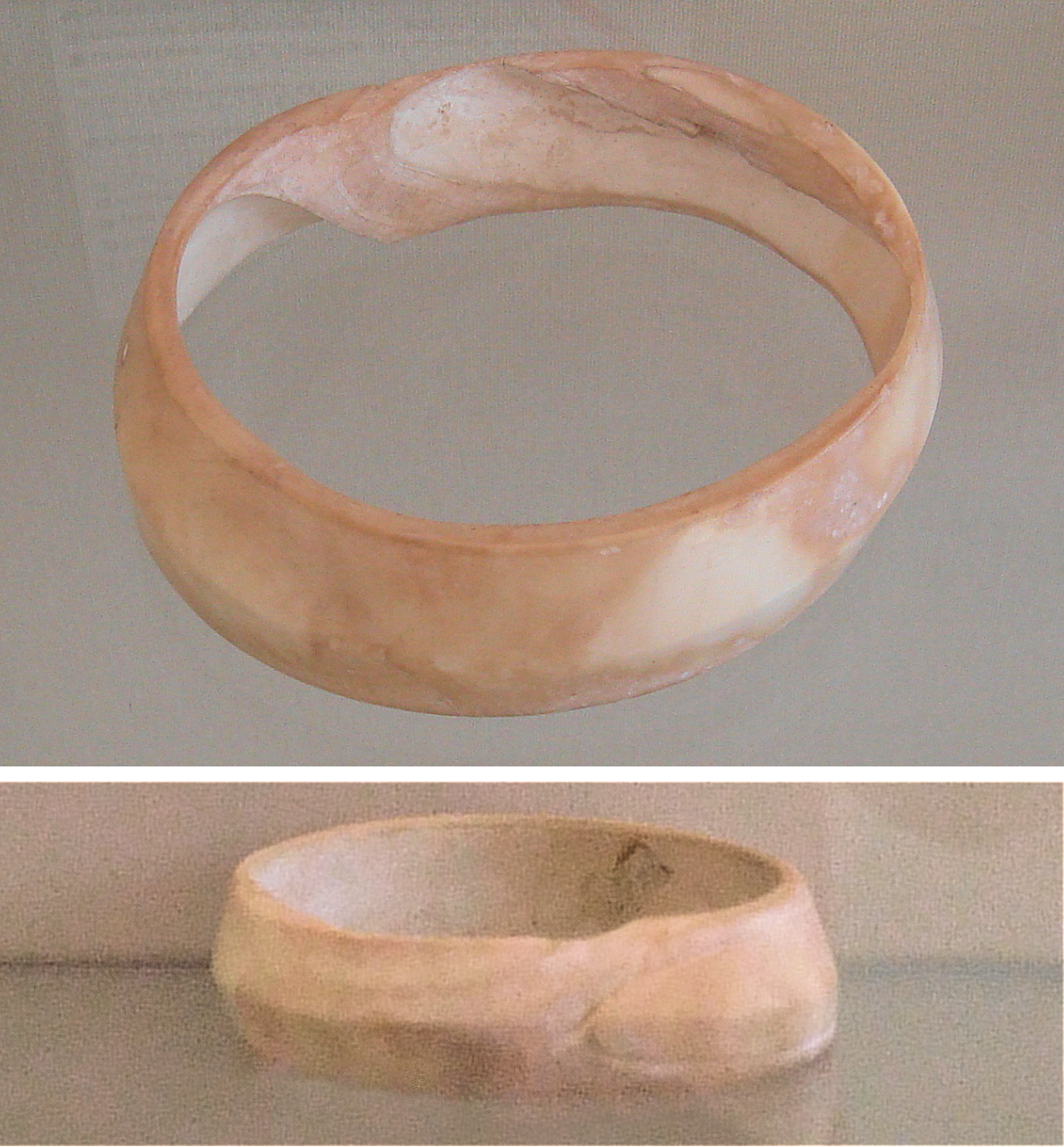
Pulsera Indus, anverso y reverso, fabricado con Fasciolaria Trapezium o Xandus Pyrum importado a Susa en 2600-1700 a. C. Encontrado en el tell de la acrópolis de Susa. Museo del Louvre, referencia Sb 14473.[80] Este tipo de brazalete se fabricó en Mohenjo-daro, Lothal y Balakot.[55] La parte posterior está grabada con un diseño alargado en forma de galón, típico de los brazaletes de concha de la civilización del Indo.
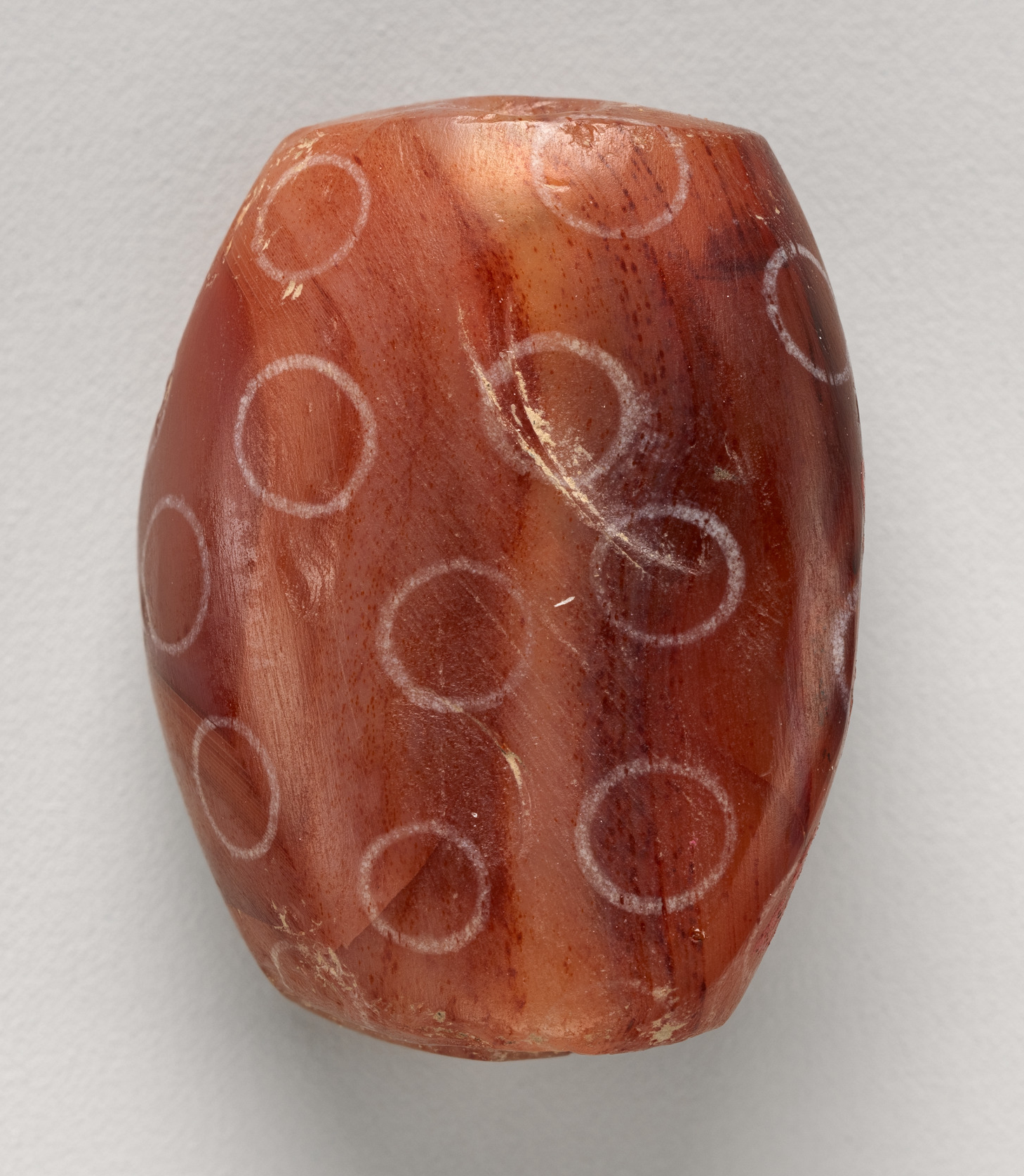
Perla de cornalina de la civilización del Indo con diseño blanco, ca. 2900-2350 a. C. Encontrado en Nippur, Mesopotamia.
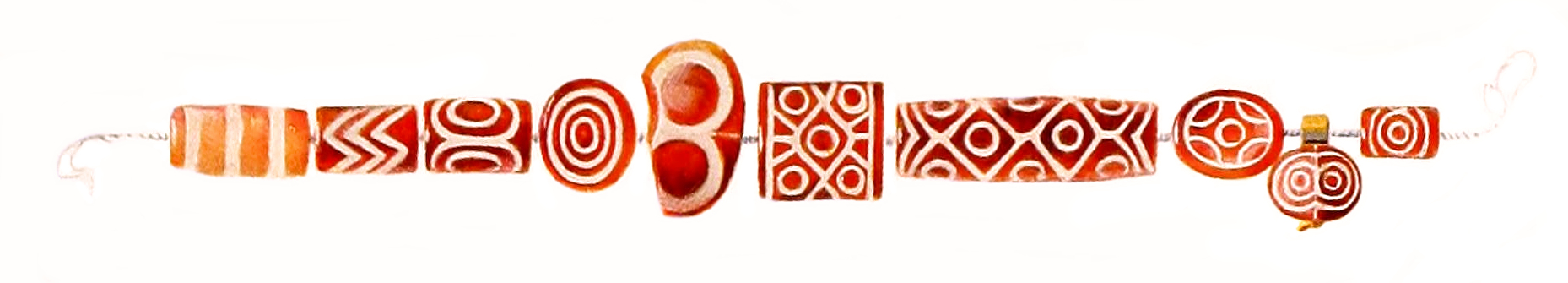
Cuentas de cornalina grabadas excavadas en el cementerio Real de Ur, tumba PG 1133, 2600-2500 a. C.
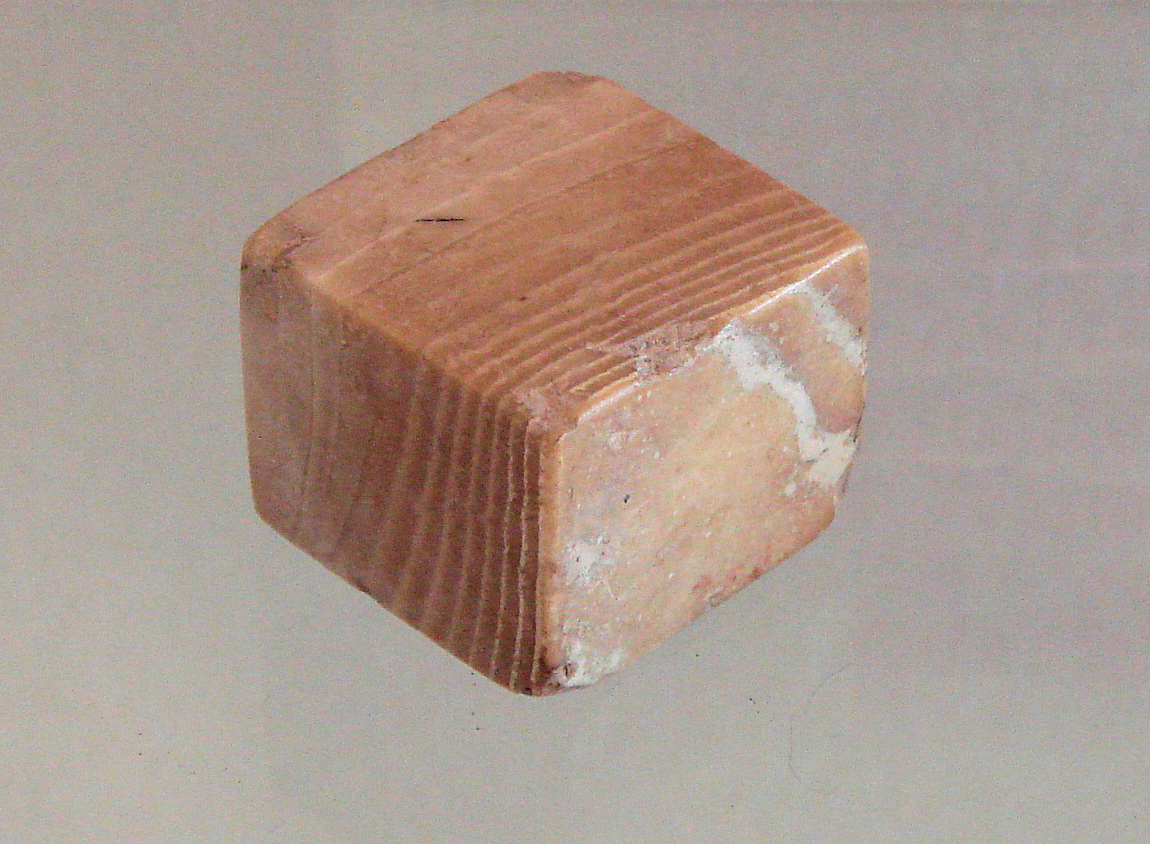
Peso de la civilización del valle del Indo en jaspe veteado , excavado en Susa en una tumba principesca del siglo XII a. C. Museo del Louvre Sb 17774.
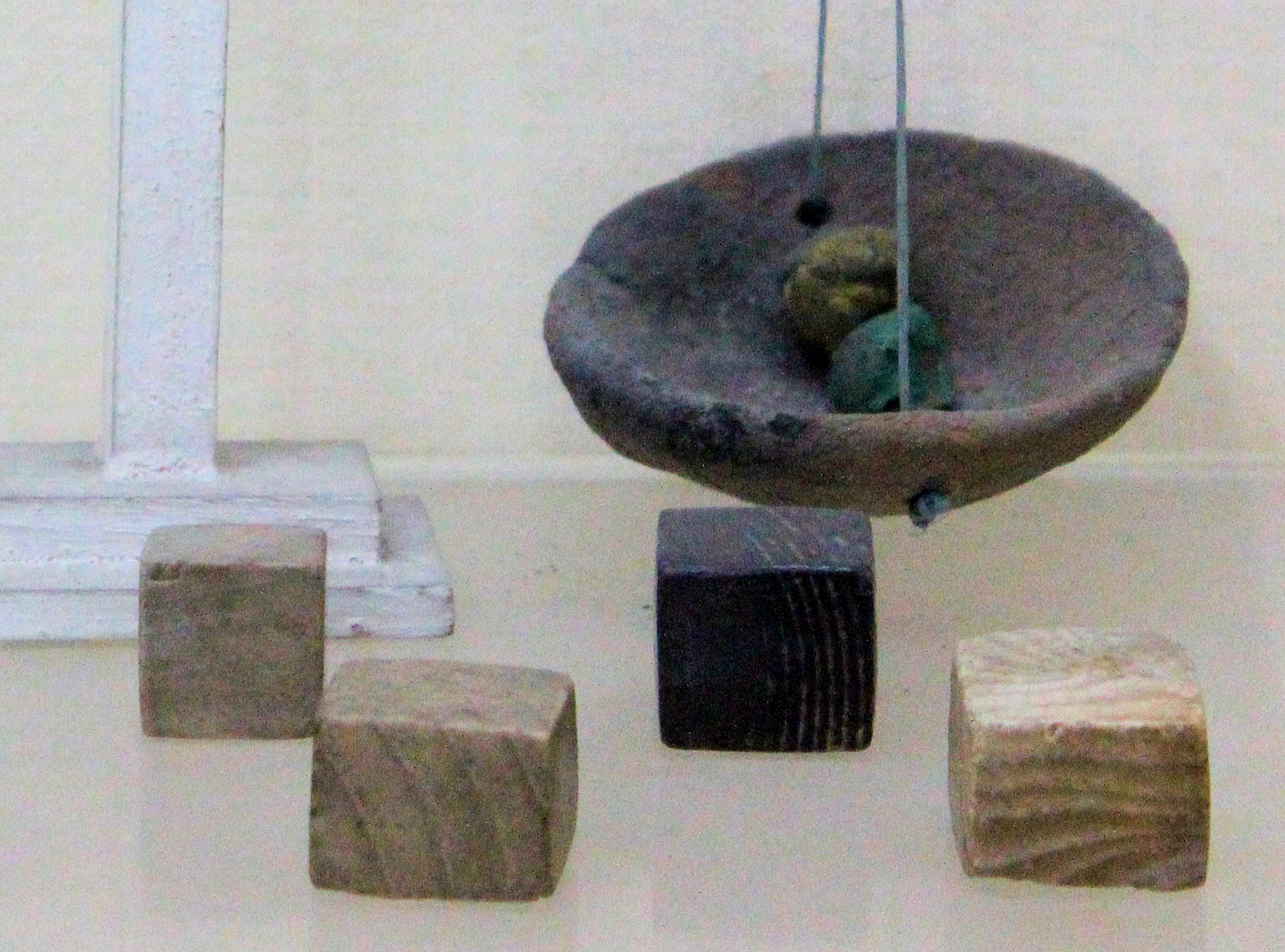
Pesos Harappa similares encontrados en el Valle del Indo. Museo de Nueva Delhi .
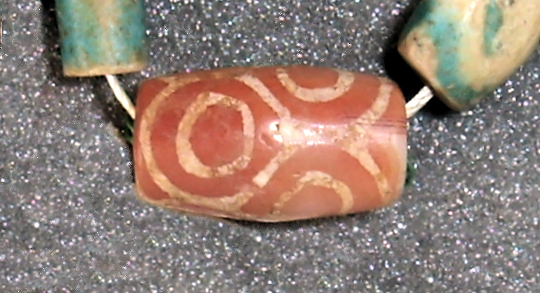
Una rara cuenta de cornalina grabada encontrada en Egipto, se cree que fue importada de la civilización del valle del Indo a través de Mesopotamia. Imperio Medio de Egipto. Londres, Museo Petrie de Arqueología Egipcia, ref. UC30334.

### Importaciones de Mesopotamia al Indo

#### Posibles influencias iconográficas
Varios autores han descrito posibles influencias iconográficas de Mesopotamia en el valle del Indo. Gregory Possehl señala Mesopotamian themes in Indus iconography, en particular diseños relacionados con el Poema de Gilgamesh, sugiriendo que «algunos aspectos de la religión y la ideología mesopotámicas habrían sido aceptados al pie de la letra es una noción razonable».  Damodar Dharmananda Kosambi también describe la presencia de Gilgamesh en los sellos del Indo. En los yacimientos arqueológicos de la civilización del valle del Indo se encontraron veinticuatro pesas de piedra de hematita del tipo mesopotámico en forma de barril en Mohenjo-daro y Harappa.
También hay muchos casos de influencia a la inversa, en los que se han encontrado sellos y diseños del valle del Indo en Mesopotamia.

##### Sellos del Valle del Indo
Algunos sellos del Indo parecen mostrar una posible influencia mesopotámica, como en el motivo de «Gilgamesh» de un hombre luchando contra dos leones (2500-1500 a. C.).
Otros sellos del Indo muestran una escena de lucha entre una bestia parecida a un tigre y un hombre con cuernos, pezuñas y cola, que se ha comparado con el hombre-toro mesopotámico Enkidu, también compañero de Gilgamesh, y sugiere una transmisión de la mitología mesopotámica.

##### Sellos cilíndricos
En los yacimientos del valle del Indo se han encontrado algunos sello sellos cilíndricos poco frecuentes que sugieren una influencia mesopotámica: probablemente fueron fabricados localmente, pero utilizan motivos mesopotámicos. Uno de estos sellos cilíndricos, el de Kalibangan, muestra una batalla entre hombres en presencia de centauros. Otros sellos muestran procesiones de animales.
Otros han sugerido que los sellos cilíndricos muestran la influencia del valle del Indo en Mesopotamia. Es posible que se deba al comercio por tierra entre ambas culturas.

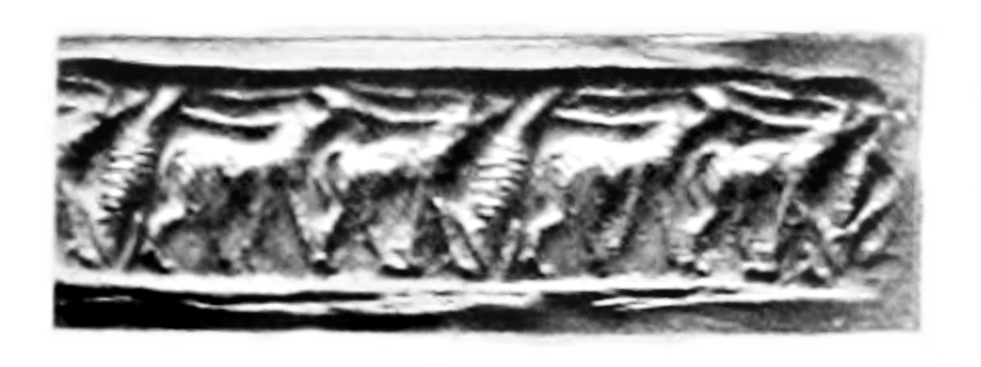
Sello cilíndrico de Sumeria con dos antílopes de cuernos largos y un árbol o arbusto delante, excavado en Kish, Mesopotamia.
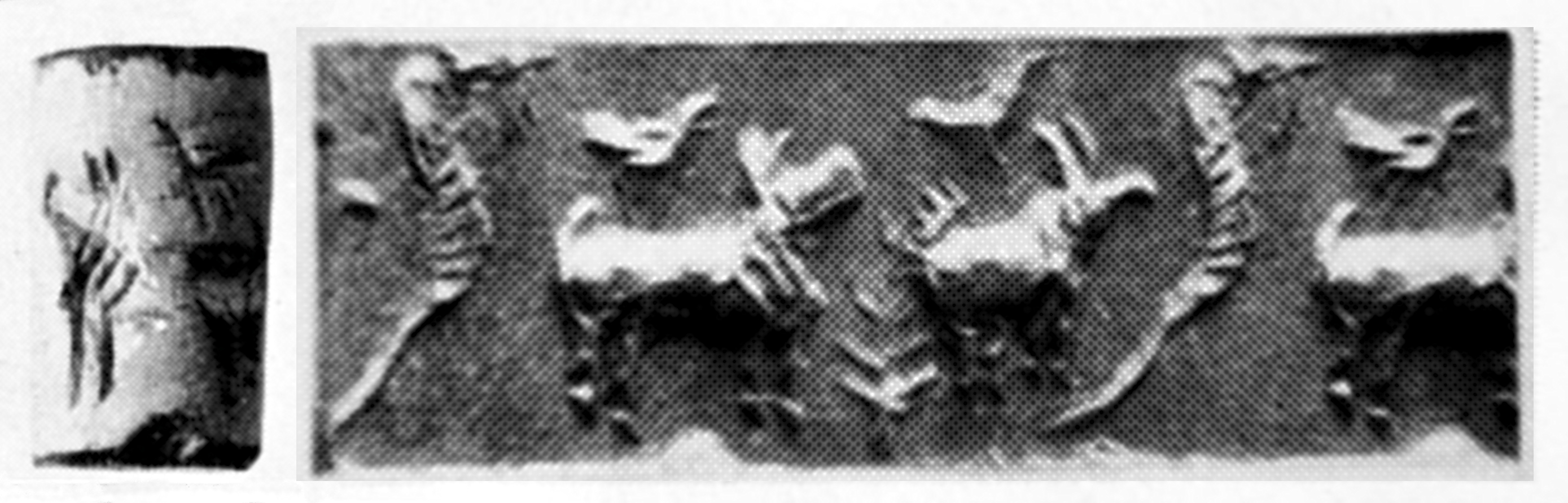
Un raro sello cilíndrico de la civilización del Valle del Indo compuesto por dos animales con un árbol o arbusto delante. Este tipo de sellos cilíndricos es indicativo de contactos con Mesopotamia.
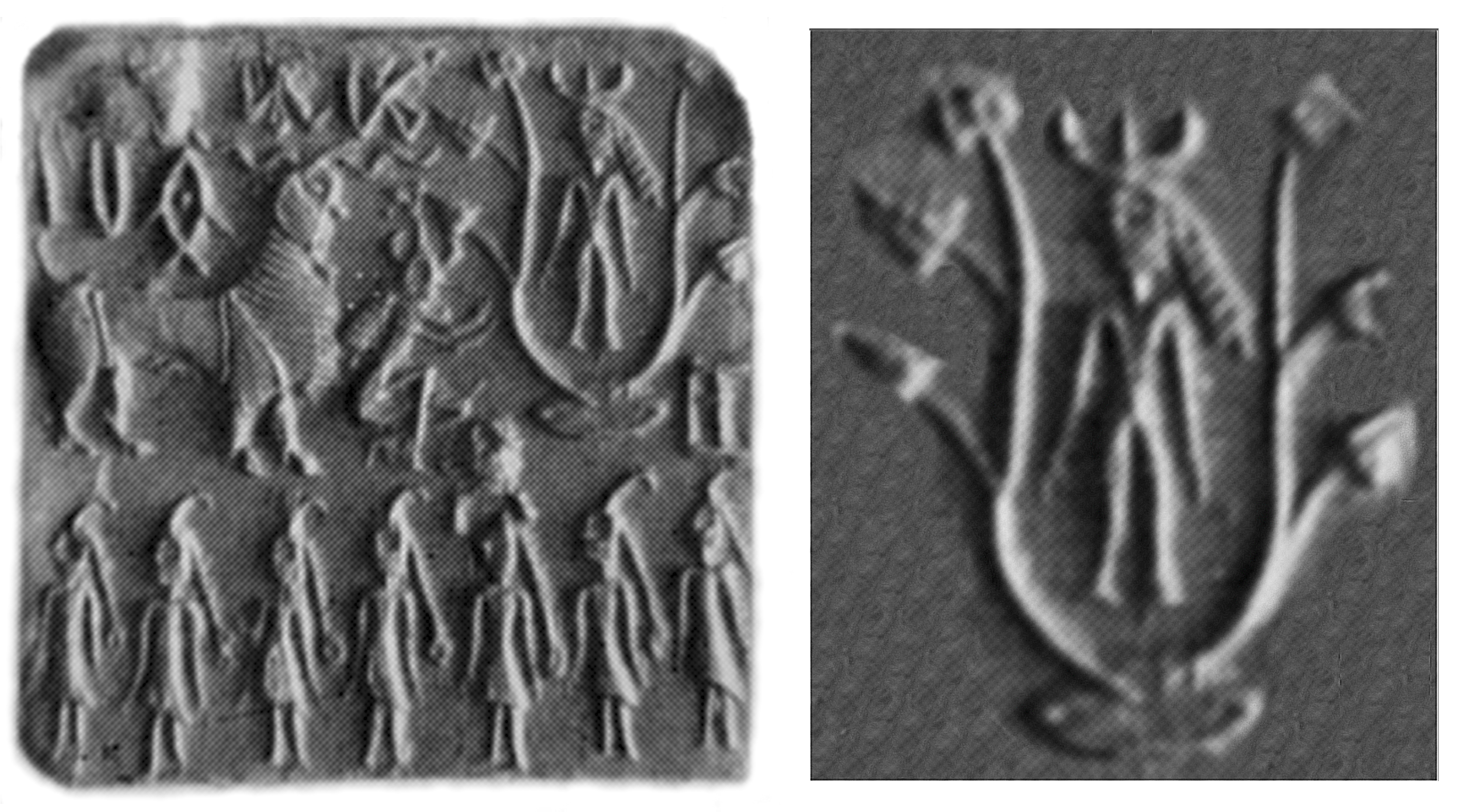
Deidad con cuernos con asistentes de un cuerno en un sello del Valle del Indo. Las deidades con cuernos son un tema habitual en Mesopotamia. 2000-1900 A.C. Museo de Islamabad.

### Genes indios en la antigua Mesopotamia
Durante mucho tiempo se ha sugerido que los sumerios, que gobernaron en la Baja Mesopotamia desde el año 4500 hasta el 1900 a. C. y que hablaban una lengua no indoeuropea y no semítica, podrían haber procedido inicialmente de la India y estar emparentados con la población dravídica original de la India. Para el historiador Henry Hall, ésta era la conclusión más probable, sobre todo a partir de la representación de los sumerios en su propio arte y de «lo muy indios que eran los sumerios en su tipo». El reciente análisis genético del ADN de los esqueletos de la antigua Mesopotamia tiende a confirmar una asociación significativa. Los sumerios perdieron progresivamente el control en favor de los estados semíticos del noroeste, empezando por el Imperio Acadio, a partir de alrededor del 2300 a. C.

#### Metodología

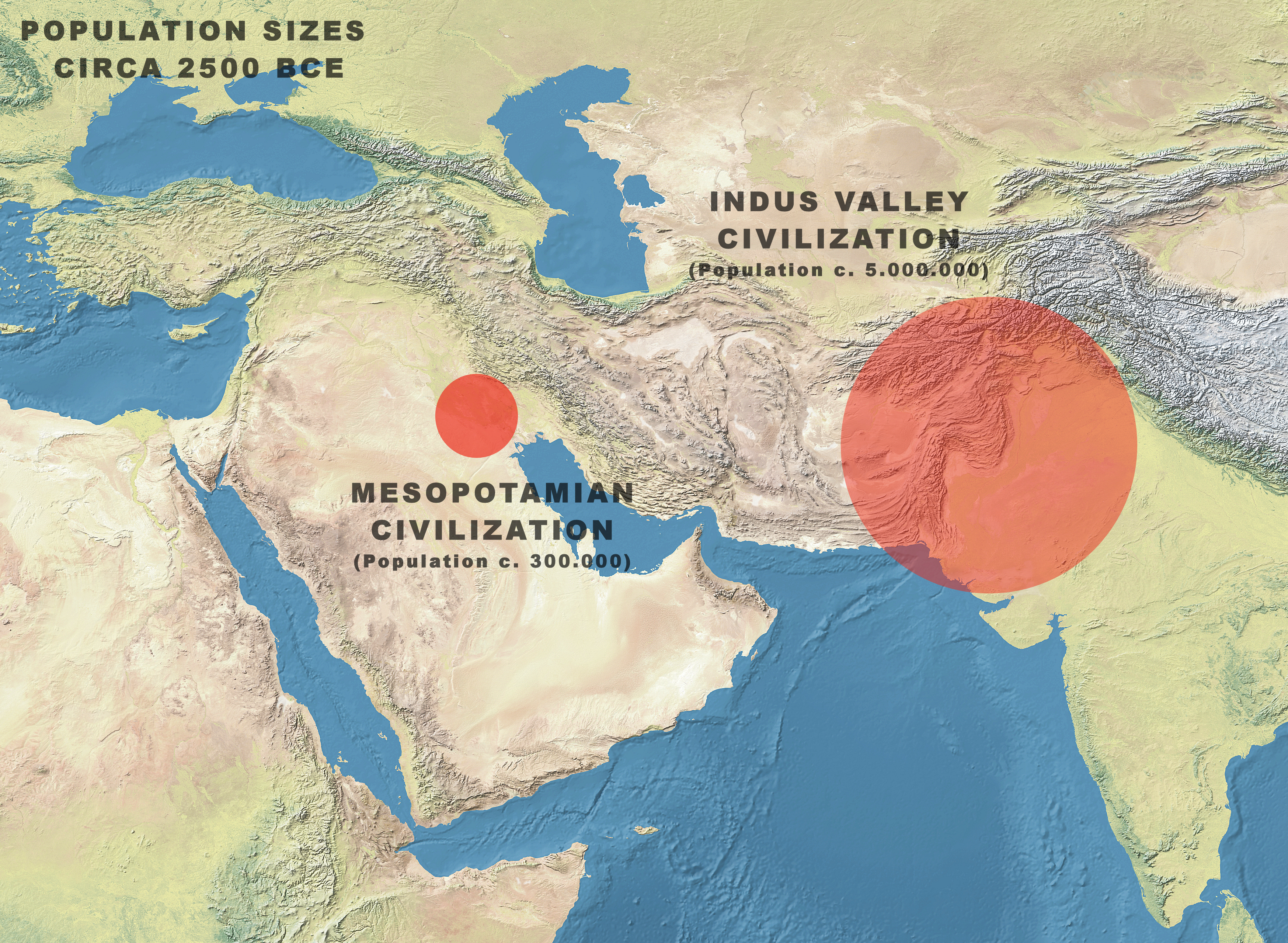
Comparación del tamaño de la población hacia el 2500 a.C.

Se realizó un análisis genético del ADN antiguo de esqueletos mesopotámicos sobre los restos excavados de cuatro individuos procedentes de antiguas tumbas de Tell Ashara (antigua Terqa) y Tell Masaikh (cerca de Terqa, también conocida como la antigua Kar-Assurnasirpal), ambas en el valle medio del Éufrates, en el este de la actual Siria. Los dos esqueletos más antiguos fueron datados entre el 2.650 y el 2.450 a. C. y entre el 2.200 y el 1.900 a. C., respectivamente, mientras que los dos esqueletos más jóvenes fueron datados en torno al 500 d. C. Todos los individuos estudiados portaban haplotipos de ADNmt correspondientes a los haplogrupos M4b1, M49 y/o M61, que se cree que surgieron en la zona del subcontinente indio durante el Paleolítico superior, y que están ausentes en las personas que viven actualmente en Siria. Estos haplogrupos siguen presentes en las personas que habitan hoy en día en el Tíbet, el Himalaya (Ladakh), la India y Pakistán, y están restringidos hoy en día a las regiones del sur, este y sureste de Asia. Los datos sugieren un vínculo genético de la región con el subcontinente indio en el pasado que no ha dejado huellas en la población moderna de Mesopotamia.
Otros estudios también han mostrado conexiones entre las poblaciones de Mesopotamia y los grupos de población que ahora se encuentran en el sur de la India, como los tamiles.

#### Análisis

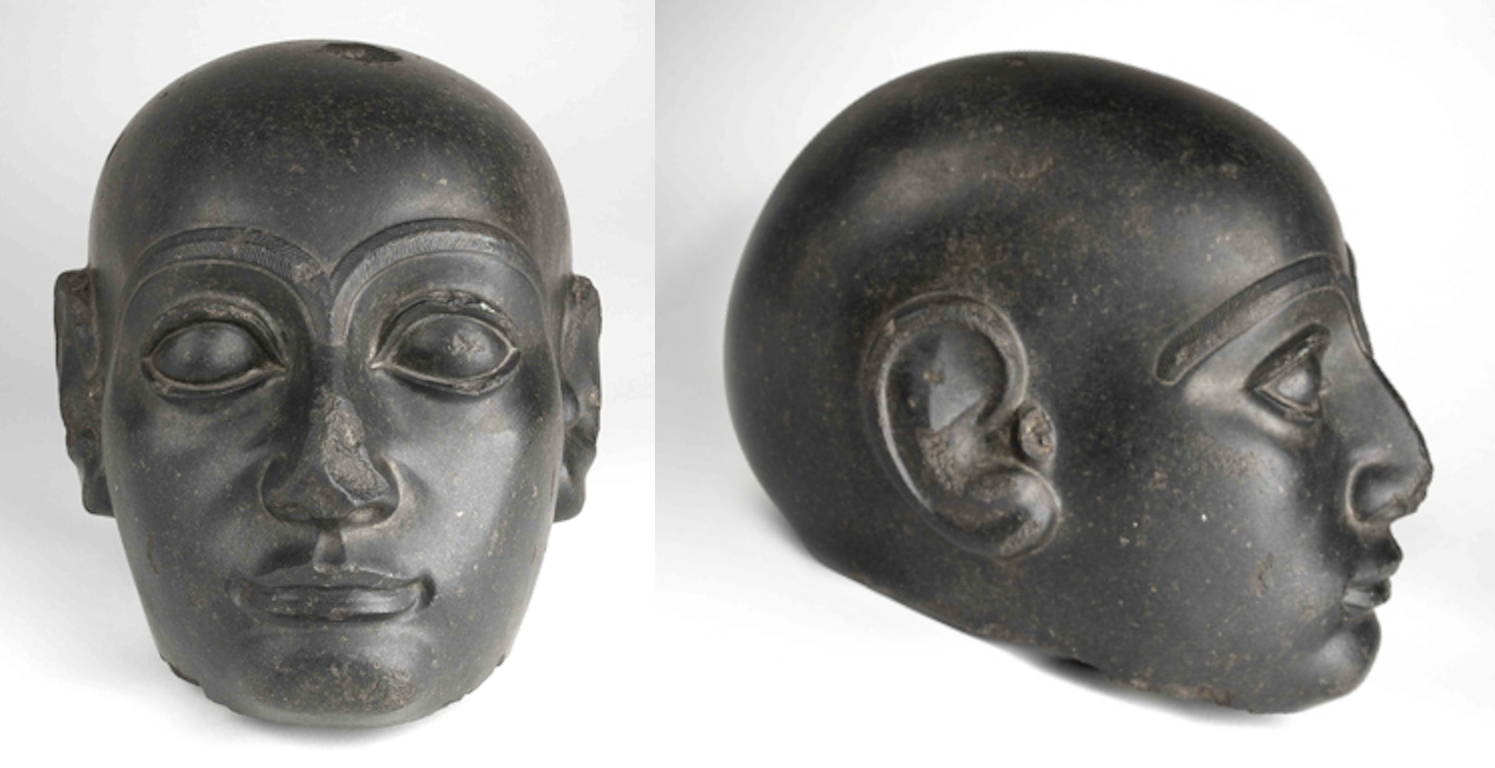
Escultura de la cabeza del gobernante sumerio Gudea, c. 2150 a. C.

El análisis genético sugiere que existió una continuidad entre las regiones Trans-Himalaya y Mesopotamia en la antigüedad, y que los individuos estudiados representan asociaciones genéticas con el subcontinente indio. Es probable que esta conexión genética se haya roto como resultado de los movimientos de población durante épocas más recientes.
El hecho de que los individuos estudiados comprendieran tanto a un varón como a una mujer, cada uno de los cuales vivió en un período diferente y representó diferentes haplotipos, sugiere que la naturaleza de su presencia en Mesopotamia fue duradera y no incidental. Los ancestros cercanos de los especímenes podrían pertenecer a la población que fundó Terqa, un sitio histórico que probablemente fue construido durante la temprana Edad del Bronce, en una época apenas anterior a la datación de los esqueletos.
Los individuos estudiados también podrían haber sido descendientes de oleadas migratorias muy anteriores que trajeron estos genes desde el subcontinente indio. No se puede excluir que entre ellos hubiera personas implicadas en la fundación de las civilizaciones mesopotámicas. Por ejemplo, se acepta comúnmente que los fundadores de la civilización sumeria podrían haber venido de fuera de la región, pero su origen exacto sigue siendo objeto de debate. Los emigrantes podrían haber entrado en Mesopotamia hace más de 4.500 años, durante la vida del individuo más antiguo estudiado, o bien podrían haber pertenecido a grupos de mercaderes itinerantes que se desplazaban por una ruta comercial que pasaba cerca o a través de la región.

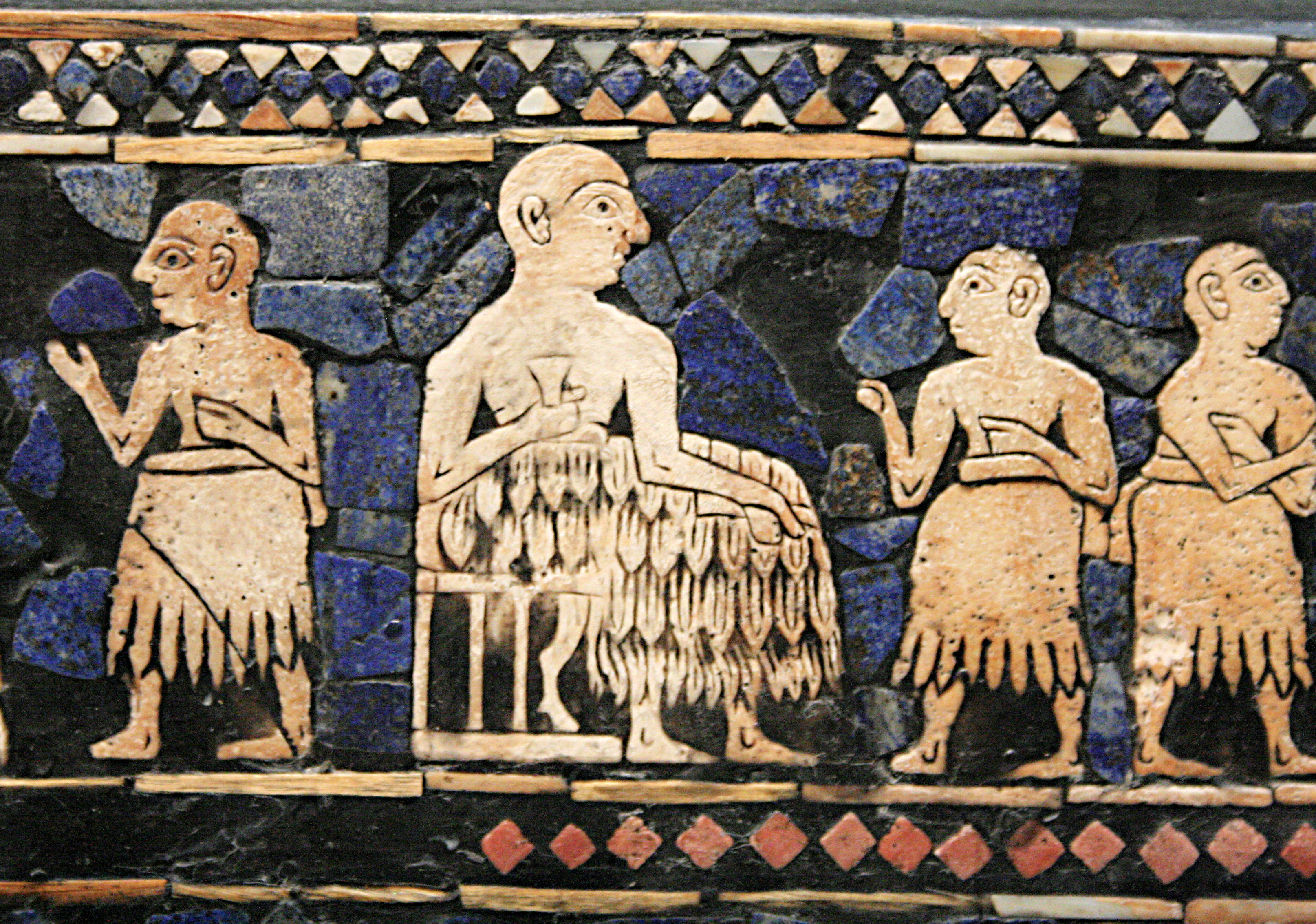
Rey sumerio de Ur entronizado, con asistentes. Estandarte de Ur, c. 2600 a. C.
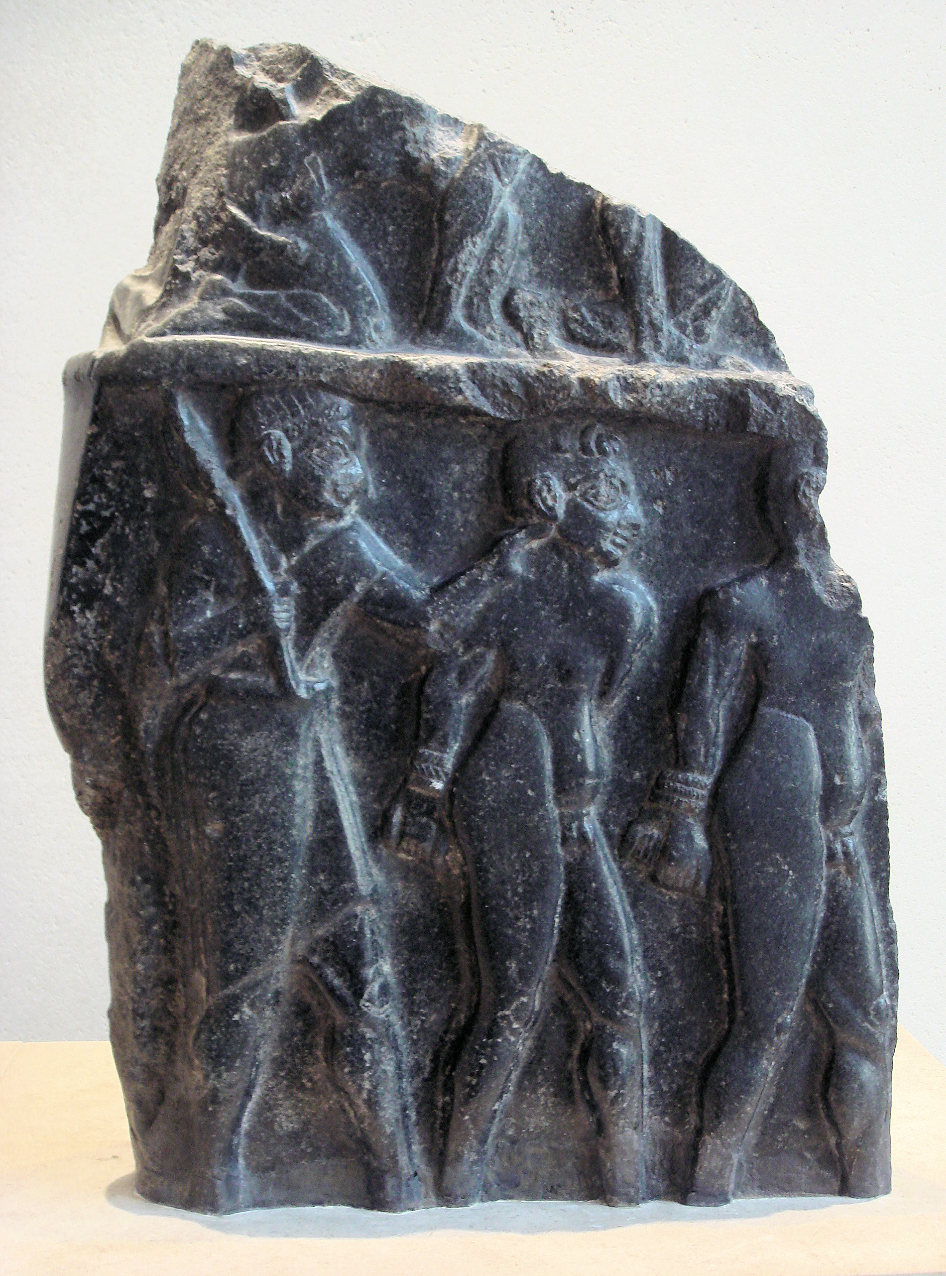
Prisioneros sumerios en una estela de la victoria del rey acadio Sargón I de Acad, alrededor del 2300 a. C.[117][118] Museo del Louvre.
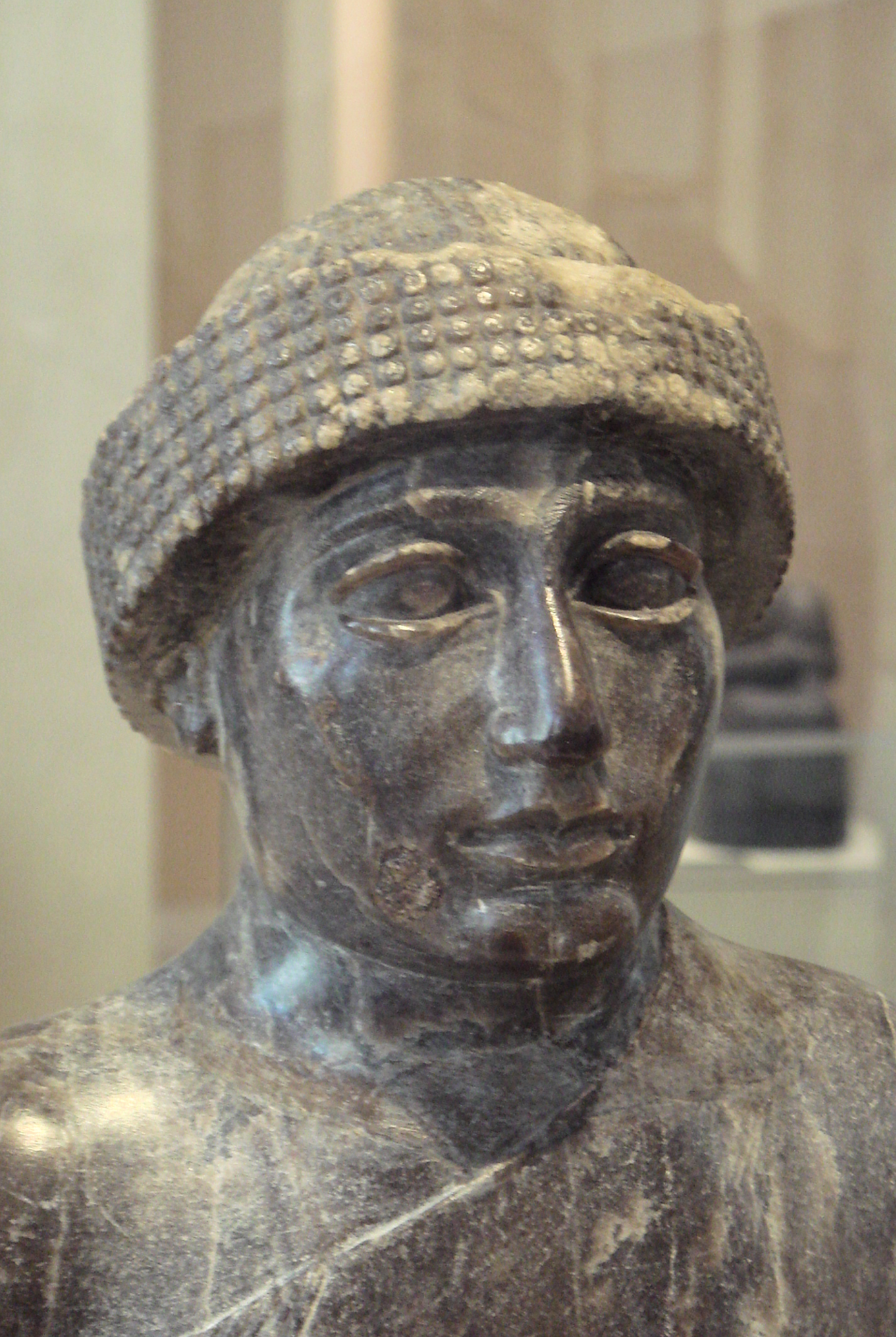
Retrato del gobernante summeriano Ur-Ningirsu, hijo de Gudea, c.2100 a. C. Museo del Louvre.
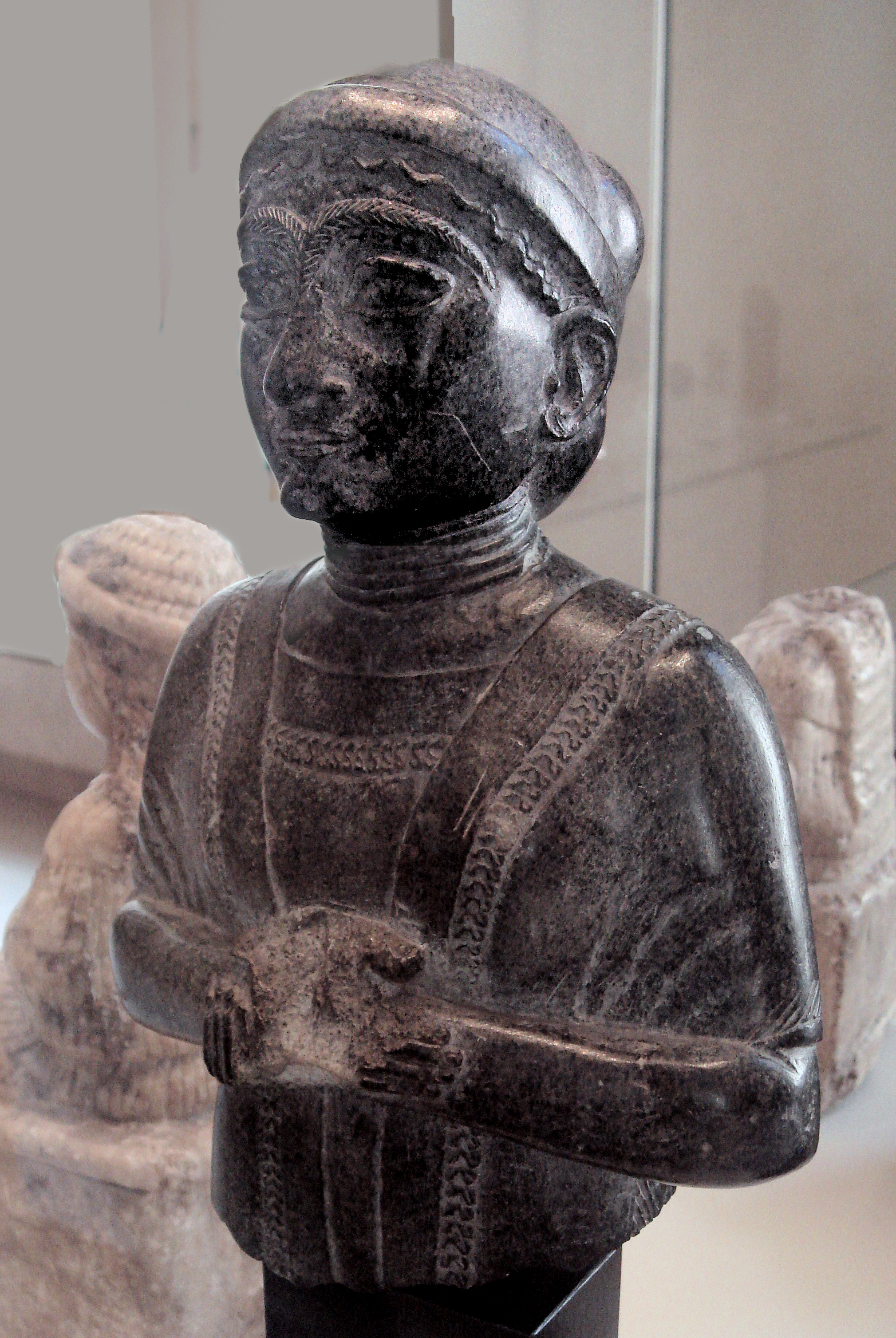
Princesa sumeria de la época de Gudea alrededor del 2150 a. C.

### Escrituras y lenguajes
Se han observado similitudes entre las escrituras protoelamita (hacia el año 3000 a. C.) y, sobre todo, elamita lineal (2300-2000 a. C.) con la escritura del Indo, aunque no ha sido posible descifrar ninguna de ellas. El proto-elamita empieza a ser legible a partir del 2300 a. C., cuando el elamita adoptó el sistema cuneiforme. Se dice que estas escrituras elamitas son"«técnicamente similares» a la escritura del Indo. Al comparar la escritura lineal elamita con la del Indo, también se han encontrado varios símbolos similares.
La lengua meluhana no era fácilmente comprensible en la corte acadia, ya que se sabe que había intérpretes de la lengua meluhana en Mesopotamia, especialmente a través de un sello acadio con la inscripción «Shu-ilishu, intérprete de la lengua meluhana».

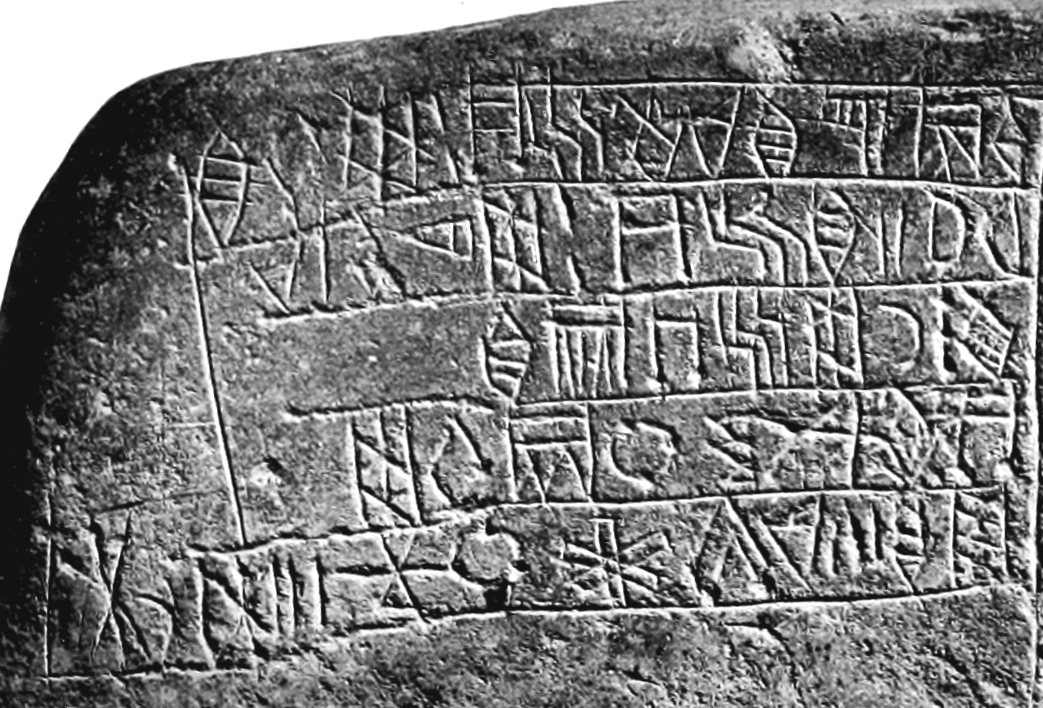
Inscripción elamita lineal la «Mesa del León», época del rey Kutik-Inshushinnak, Museo del Louvre Sb 17.
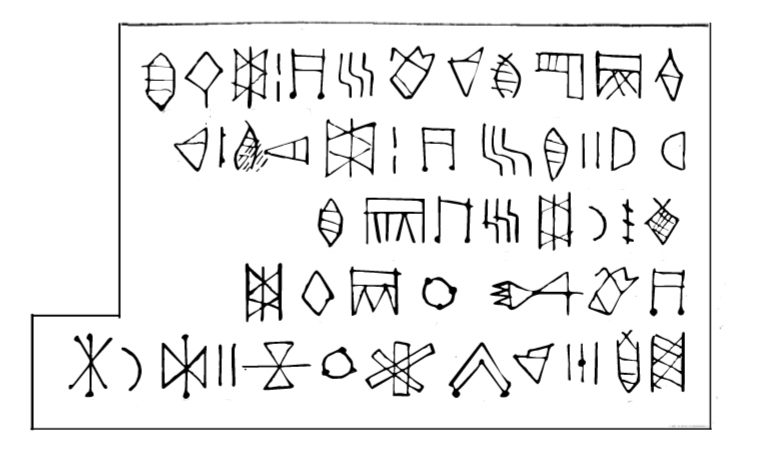
Transcripción del texto elamita lineal de la «Mesa del León».
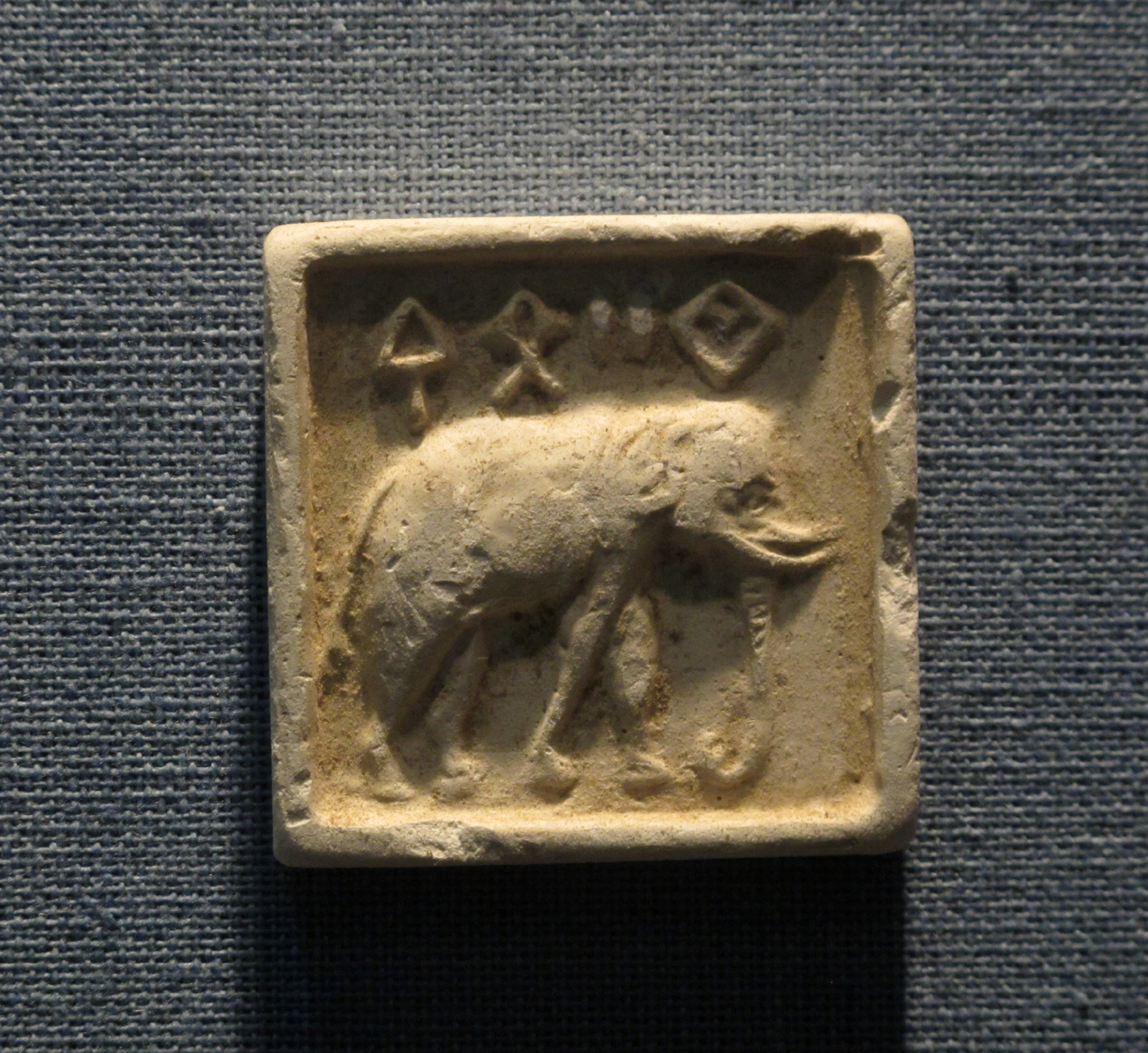
Un sello con una inscripción en escritura del Indo.

## Cronología

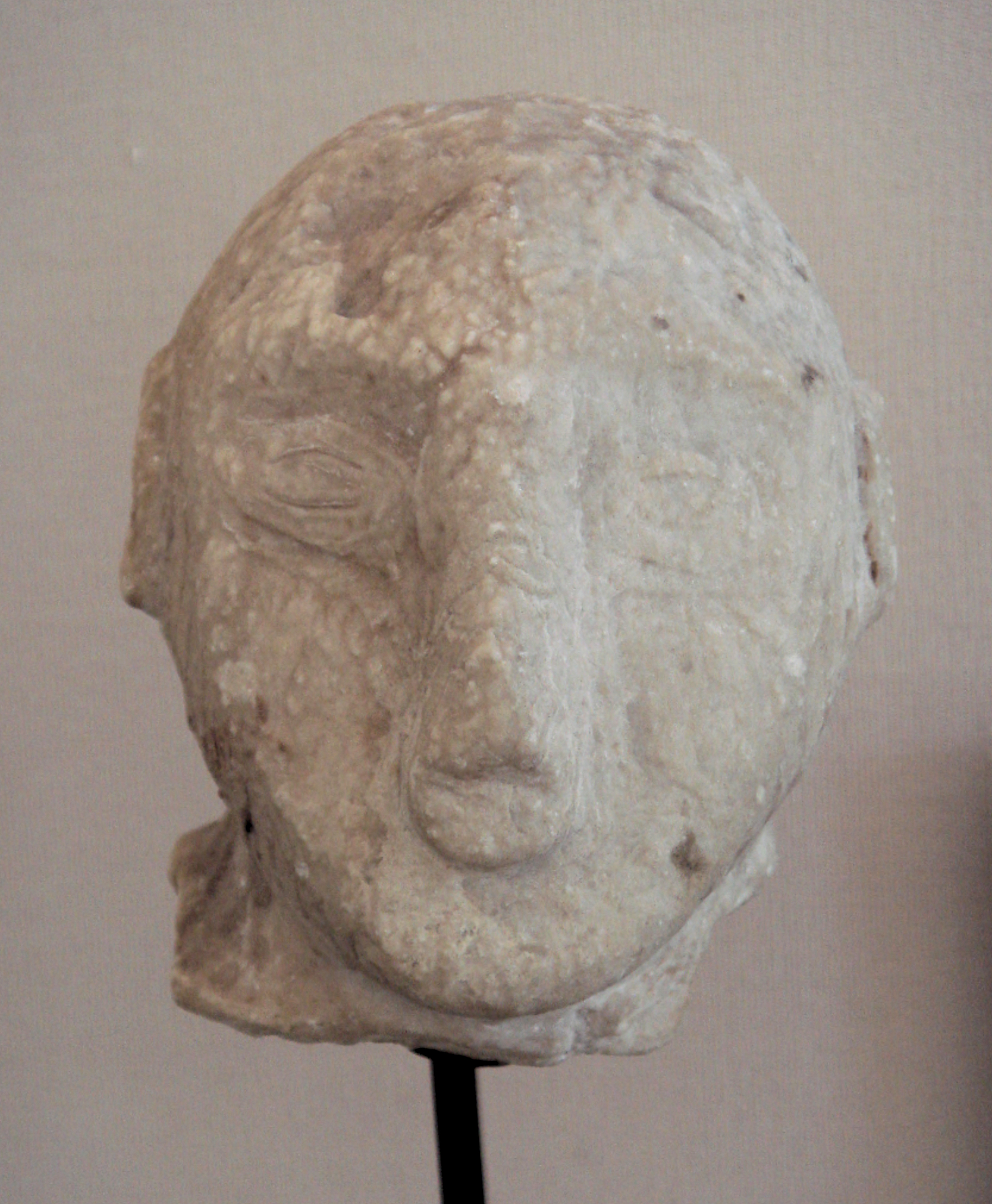
Estatuilla de tipo Indo, encontrada en Susa en el yacimiento del Tel de la Acrópolis de Susa entre el 2600 y el 1700 a.C. Museo del Louvre, referencia Sb 80.

Sargón I de Acad (hacia 2300 o 2250 a. C.), fue el primer gobernante mesopotámico que hizo una referencia explícita a la región de Meluhha, que generalmente se entiende como el Baluchistán o la zona del Indo. Sargón menciona la presencia de barcos de Meluhha, Magan y Dilmun en Acad.
Estas fechas corresponden aproximadamente a la fase madura de Harappan, fechada entre el 2600 y el 2000 a. C. Las fechas de la ocupación principal de Mohenjo-Daro se sitúan entre el 2350 y el 2000/1900 a. C.
Se ha sugerido que el temprano Imperio Mesopotámico precedió a la aparición de la civilización Harappan, y que el comercio y los intercambios culturales pueden haber facilitado la aparición de la cultura Harappan. Alternativamente, es posible que la cultura Harappan ya hubiera surgido cuando se inició el comercio con Mesopotamia. Las incertidumbres en la datación hacen imposible establecer un orden claro en esta etapa.
Los intercambios parecen haber sido más importantes durante los periodos del Imperio acadio y de Ur III, y haber disminuido después junto con la desaparición de la civilización del valle del Indo.

### Tamaños comparativos
La civilización del valle del Indo floreció en su forma más desarrollada entre el 2500 y el 1800 a. C. hasta que se extinguió, pero en el momento de estos intercambios, era una entidad mucho mayor que la civilización mesopotámica, cubriendo un área de 1,2 millones de kilómetros cuadrados con miles de asentamientos, en comparación con un área de unos 65.000 kilómetros cuadrados para la zona ocupada de Mesopotamia, mientras que las ciudades más grandes eran comparables en tamaño con unos 30.000-40.000 habitantes.
En total había unas 1.500 ciudades del valle del Indo, lo que suponía una población de quizá 5 millones de habitantes en el momento máximo de su florecimiento. En cambio, la población total de Mesopotamia en el año 2.500 a. C. era de unos 290.000 habitantes.[131].
Los intercambios a gran escala se recuperaron con la conquista aqueménida del valle del Indo, hacia el 500 a. C.
Los intercambios a gran escala se recuperaron con la conquista aqueménida del valle del Indo, hacia el año 500 a. C.

## Opiniones sobre la difusión cultural
Muchos estudiosos han señalado las nociones exageradas de las difusiones culturales de Asia occidental al sur de Asia, como cuando se sobreponen la astronomía y las matemáticas védicas a los orígenes sumerios. Del mismo modo, los estudiosos han cuestionado los supuestos préstamos de motivos de Asia occidental sin la evidencia de ningún artefacto real y contactos comerciales. Recientes investigaciones arqueogenéticas basadas en muestras de ADN recogidas en el yacimiento Harappan de Rakhigarhi sugieren que la migración de Asia occidental al norte de la India se produjo hace ya 12.000 años, pero que el auge de la agricultura en la India fue un fenómeno posterior, probablemente debido a los intercambios culturales que se produjeron unos 2.000 años más tarde, y no a la migración directa. Según Richard H.Meadow, las pruebas recogidas en Mejergar apuntan a la domesticación de ovejas, vacas y cabras como un fenómeno local independiente en el sur de Asia alrededor del 7.000 a. C.